# Socijalna ekonomija
Socijalna ekonomija ili socioekonomija je ekonomija koju čini veliki diverzitet preduzeća i organizacija, kao što su zadružni kooperanti, uzajamna društva, asocijacije, fondacije, društvena preduzeća i paritarne institucije — koji dele iste vrednosti i odlike, od kojih su glavne:
- primat pojedinca i socijalnog cilja nad kapitalom
- dobrovoljno i otvoreno neobavezano i/ili privremeno članstvo
- demokratsko upravljanje a ne vlast
- kombinacija interesa članova/korisnika i/ili opšteg interesa[pojasniti]
- odbrana i primena principa solidarnosti i odgovornosti
- autonomni menadžment i nezavisnost od javnih autoriteta
- reinvestiranje ’najmanje većeg dela’ profita da bi se došlo do održivih razvojnih ciljeva; službe od interesa za članove od. za opšti interes

Preduzeća i organizacije u socioekonomiji imaju različite veličine, koje variraju od MSP-ova do velikih kompanija i grupa koje su vođe na svom tržištu a rade u svim ekonomskim sektorima.